# Eugenia stenosepaloides
Eugenia stenosepaloides är en myrtenväxtart som beskrevs av Joáo Rodrigues de Mattos. Eugenia stenosepaloides ingår i släktet Eugenia och familjen myrtenväxter. Inga underarter finns listade i Catalogue of Life.